# Tamlouka
Tamlouka (em árabe: تاملوكة) é uma pequena cidade de aproximadamente 22 000 habitantes no distrito de Aïn Makhlouf da província de Guelma, no nordeste da Argélia. Está localizada na interseção de W10 e W133, entre as cidades de Oued Zenati e Aïn Beïda. Se localiza a 60 quilômetros de Guelma, capital da província. Antes da renomeação em massa de cidades após a independência da Argélia, esta cidade era conhecida pelo nome francês Montcalm. A maioria das pessoas da cidade são berberes e chaouis, cujo principal dialeto era uma das línguas berberes, sendo que a maioria das pessoas só conhecem apenas árabe.